# Шаус, Молли
Молли Шаус (англ. Molly Patricia Schaus; род. 29 июля 1988, Вурхиз, Нью-Джерси) — американская хоккеистка. Амплуа — вратарь. Игрок сборной США, дважды серебряный призёр Олимпийских игр 2010 и 2014 годов, трёхкратная чемпионка мира.
Дебютировала в сборной на чемпионате мира 2008 года в матче против сборной Швейцарии. На Олимпийских играх 2010 года в Ванкувере выиграла серебряную медаль. Стала чемпионкой мира 2011 года, на чемпионате мира 2012 года выиграла серебряные награды. На Олимпийских играх 2014 года в Сочи вновь стала серебряным призёром игр.
Двоюродный брат — хоккеист Ник Шаус (род. 1986).